# 로니 벨러
로니 벨러(독일어: Ronny Weller, 1969년 7월 22일 ~ )는 독일의 역도 선수로 전 동독을 대표하다가, 후에 통일된 독일을 대표하였다.
작센주 욀스니츠에서 태어난 벨러는 1990년대에 11개의 세계 기록을 깼다. 그는 5개의 하계 올림픽에 참가하여 4개의 메달(금 1개, 은 2개, 동 1개)를 획득하였다. 2004년 아테네 올림픽에서 그는 인상 경연에서 부상을 당하여 경기로부터 은퇴해야 했다.
그는 동료 선수 잉고 슈타인회펠과 공동적으로 5개의 올림픽에 나간 두번째 역도 선수이다.